# Fitzwilliamov muzej
Fitzwilliamov muzej je muzej umetnosti in starin Univerze v Cambridgeu. Je na ulici Trumpington nasproti ulice Fitzwilliam v središču Cambridgea. Ustanovljen je bil leta 1816 po oporoki Richarda FitzWilliama, 7. vikonta FitzWilliama (1745–1816), in obsega eno najboljših zbirk starin in moderne umetnosti v zahodni Evropi. Z več kot pol milijona predmetov in umetniških del v svojih zbirkah razstave v muzeju raziskujejo svetovno zgodovino in umetnost od antike do danes. Zakladi muzeja so umetniška dela Moneta, Picassa, Rubensa, Vincenta van Gogha, Rembrandta, Cézanna, Van Dycka in Canaletta, pa tudi krilati relief iz Nimruda. Vstop za javnost je vedno brezplačen.
Muzej je partner v muzejskem konzorciju Univerze v Cambridgeu, eni od 16 glavnih partnerskih muzejskih služb, ki jih financira Arts Council England za vodenje razvoja muzejskega sektorja.

## Ustanovitev in stavbe
Muzej je bil ustanovljen leta 1816 z zapuščino knjižnice in umetniške zbirke Richarda FitzWilliama, 7. vikonta FitzWilliama. Zapuščina je vključevala 100.000 funtov »za postavitev dobrega obsežnega muzejskega skladišča«. Fitzwilliam zdaj vsebuje več kot 500.000 predmetov in je eden najboljših muzejev v Združenem kraljestvu. Zbirka je bila prvotno postavljena v stavbo šole Perse v ulici Free School Lane. Leta 1842 so jo preselili v stare šole v središču Cambridgea, kjer je bila knjižnica Univerze v Cambridgeu.
Stavba ustanovitelja je bila zgrajena v obdobju 1837–1843 po načrtih Georgea Basevija, ki jih je dokončal C. R. Cockerell. Okrasne rezbarije, pediment in štiri leve je ustvaril William Grinsell Nicholl. Temeljni kamen nove stavbe je položil Gilbert Ainslie leta 1837. Muzej so odprli leta 1848. Paladijanska vhodna dvorana Edwarda Middletona Barryja je bila dokončana leta 1875. Še eno veliko zapuščino je univerzi leta 1912 podaril Charles Brinsley Marlay, vključno z 80.000 funti in 84 slikami iz njegove zasebne zbirke. Dvonadstropni prizidek na jugovzhodu, ki ga je delno plačala družina Courtauld, je bil dodan leta 1931, kar je močno razširilo prostor muzeja in omogočilo raziskovalnim ekipam, da delajo na kraju samem.
Muzejske stavbe in ločeno meja vzdolž uličnega pročelja so uvrščene na seznam zaščite I. stopnje.

## Zbirka
Muzej ima pet oddelkov: starine; uporabna umetnost; kovanci in medalje; redki rokopisi in tiskane knjige; in slike, risbe in grafike. Ti skupaj zajemajo starine iz starega Egipta, Nubije, Grčije in Rima, rimsko-egiptovsko umetnost, zahodnoazijske prikaze in novo galerijo ciprske umetnosti; uporabna umetnost, vključno z angleško in evropsko keramiko in steklom, pohištvom, urami, pahljačami, oklepi, kitajsko, japonsko in korejsko umetnostjo, preprogami in vezeninami; kovanci in medalje; iluminirani, literarni in glasbeni rokopisi in redke tiskane knjige; slike, vključno z mojstrovinami Simoneja Martinija, Domenica Veneziana, Tiziana, Veroneseja, Rubensa, Van Dycka, van Goyena, Fransa Halsa, Canaletta, Hogartha, Gainsborougha, |Constabla, Moneta, Degasa, Renoirja, Cézanna in Picassa ter odlično zbirko 20. umetnost stoletja; miniature, risbe, akvarele in grafike. Med pomembnimi deli v zbirki starin sta relief iz Perzepolisa in ogromna kariatida iz Elevze, znana kot sveta Demetra.

### Glasbeni rokopisi
Obstaja tudi največja zbirka elizabetinske deviške rokopisne glasbe iz 16. stoletja, ki so jo napisali nekateri najbolj opazni skladatelji tistega časa, kot so William Byrd, doktor John Bull, Orlando Gibbons in Thomas Tallis.

### Egipčanska zbirka
Egiptovske galerije v Fitzwilliamovem muzeju so ponovno odprli leta 2006 po dvoletnem programu prenove, ohranjanja in raziskovanja, vrednem 1,5 milijona funtov. Prenova je omogočila tudi javno razstavitev več starin, ki so bile prej omejene na Fitzwilliamovo podzemno skladišče. Egiptovske galerije so med najbolj priljubljenimi eksponati muzeja. Imajo poglobljeno javno razstavo, ki družinam in mladim obiskovalcem omogoča razumevanje konteksta in pokrajine starega Egipta prek participativnih razstav. Danes Fitzwilliamove egipčanske galerije vsebujejo nekaj najboljših razstav egiptovskih starin zunaj Britanskega muzeja.

### Slike
Muzej ima široko zbirko slik in skic, vključno z deli Moneta, Picassa, Rubensa, Vincenta van Gogha, Cézanna, Degasa, Rembrandta, Van Dycka, Canaletta, Constabla, Murilla (Vizija Fraya Lauteria) in Renoirja. Ima tudi obsežna dela J. M. W. Turnerja, ki izvirajo iz niza 25 akvarelnih risb, ki jih je univerzi podaril John Ruskin leta 1861. Sir Sydney Cockerell, ki je bil takrat direktor muzeja, je pridobil nadaljnjih osem Turnerjevih akvarelov in nekaj njegovih spisov.
Muzejska zbirka prerafaelitskih slik vključuje različico filma Forda Madoxa Browna iz leta 1855 The Last of England, ki je bil leta 2005 izbran za osmo največjo sliko v Britaniji v anketi Radia 4, Glasovanje za največjo sliko v Veliki Britaniji.
Veliko predmetov v muzeju je izposojenih iz kolidžev Univerze v Cambridgeu, na primer pomembna skupina impresionističnih slik v lasti King's Collegea, ki vključuje Cézannovo Ugrabitev in študijo za Nedeljsko popoldne na otoku La Grande Jatte avtorja Seurata. Številne Fitzwilliamove slike so podarili alumni in donatorji Univerze v Cambridgeu, na primer ekonomist Maynard Keynes je podaril svojo osebno zbirko, vključno s Cezannovim Tihožitjem z jabolki, ki ga je kupil leta 1918.

### Michelangelovi broni
Leta 2015 je muzej prikazal Rothschildova brona, dva bronasta kipa, za katera je verjel, da sta delo italijanskega renesančnega umetnika Michelangela. Če bi bilo res, bi bile to edine znane ohranjene umetnikove bronaste skulpture. Par kipov prikazuje gole, očitno pijane moške, ki jahajo panterje. Umetnostni zgodovinar Paul Joannides je kipe povezal z risbo Michelangelovega vajenca v Musée Fabre, ki prikazuje isti subjekt v isti pozi.

### Incidenti
25. januarja 2006 se je obiskovalec spotaknil in razbil tri ogromne vaze iz dinastije Čing, ki so bile javno razstavljene od leta 1948. Aprila 2006 so moškega aretirali, vendar so bile obtožbe povzročitve kaznivega dejanja opuščene. Znanstveniki in strokovnjaki za restavriranje iz muzeja Fitzwilliam so lahko rekonstruirali poškodovane porcelanaste vaze in jim v veliki meri povrnili nekdanji sijaj. Vaze so bile ponovno postavljene na ogled in so zdaj zaščitene z varnostnim steklom.
13. aprila 2012 je bilo ukradenih 18 kosov kitajskega žada. Vlomilca sta bila obsojena na skupno 18 let zapora. Umetnine niso bile najdene.